# Acanthophrys
Acanthophrys is een geslacht van kreeftachtigen uit de klasse van de Malacostraca (hogere kreeftachtigen).

## Soorten
- Acanthophrys bocki (Balss, 1938)
- Acanthophrys costatus Griffin & Tranter, 1986
- Acanthophrys cristimanus A. Milne-Edwards, 1865
- Acanthophrys paucispina Miers, 1879